# 朱村街道 (广州市)
朱村街道，是中华人民共和国广东省广州市增城区下辖的一个乡镇级行政单位。

## 行政区划
朱村街道下辖以下地区：
朱村社区、朱村、龙岗村、龙新村、联兴村、丹邱村、山角村、山田村、南岗村、横朗村、神岗村、凤岗村和秀山村。

## 交通

### 地铁
█21号线：凤岗站、朱村站、山田站